# (218901) Gerdbuchholz
(218901) Gerdbuchholz est un astéroïde de la ceinture principale.

## Description
(218901) Gerdbuchholz est un astéroïde de la ceinture principale. Il fut découvert le 10 mars 2007 à Wildberg par Rolf Apitzsch. Il présente une orbite caractérisée par un demi-grand axe de 3,08 UA, une excentricité de 0,11 et une inclinaison de 2,1° par rapport à l'écliptique.

## Compléments